# Laboratoire Pacte
Le laboratoire Pacte (UMR 5194) est une unité mixte de recherche du CNRS, de l’université Grenoble-Alpes et de l'Institut d'études politiques de Grenoble, implantée principalement sur les sites universitaires de Grenoble. Sa mission vise la construction de langages communs et de connaissances transverses sur les transformations de nos sociétés dans leurs dimensions politiques, territoriales, sociologiques et écologiques. Pacte rassemble la majorité des géographes, politistes, sociologues et urbanistes de Grenoble et accueille également des économistes et historiens.

## Historique
Le laboratoire est fondé comme unité mixte de recherche (UMR 5194) en 2003, à partir de la fusion de deux centres de recherches : le CERAT (administration et territoires) et TEO (territoire, environnement organisation). Le CIDSP (Informatisation des Données Socio-Politiques) le rejoint en 2004. En 2006, les CERAT et CIDSP se regroupent. En 2007 les équipes CRISTO (innovation socio-technique et organisations industrielles) et SEIGAD (systèmes environnementaux, information géographique et aide à la décision) rejoignent aussi Pacte, qui s’est restructuré avec la création de deux départements : Politique/Organisations et Territoires. Enfin, l’UMR héberge en 2014-2015 l’équipe de recherche EDDEN (économie de l’énergie).
L’UMR a donc dû se réorganiser à de multiples reprises en quelques années.
Après avoir connu une remise en question de son mode de gouvernance et de son organisation scientifique durant l’année 2015-2016, le laboratoire a évolué en juin 2016 avec la création de cinq équipes de recherche (Régulations, Gouvernance, Environnements, Justice sociale et Villes et territoires) et l’élection d’une nouvelle équipe de direction, qui a pris ses fonctions au 1er septembre 2016.
En 2020-2021, plusieurs membres du laboratoire, dont sa directrice, sont mis en cause dans des polémiques médiatiques relatives à l'« affaire des collages » à l'Institut d'études politiques. La directrice, Anne-Laure Amilhat Szary, reçoit à cette occasion des menaces de mort.

## Présentation
Pacte est l’un des principaux centres de recherche en sciences sociales en France. Il rassemble environ 130 chercheurs et 170 doctorants de différentes disciplines (sociologie, science politique, urbanisme, géographie, économie...) répartis en cinq équipes et épaulés par une trentaine d’ingénieurs et techniciens. Le directoire, élu en juin 2016, est composé de la directrice et des 5 directeurs d’équipe.
Le laboratoire fonctionne grâce au support de trois tutelles : le CNRS, l’université Grenoble-Alpes et l'Institut d'études politiques de Grenoble. Il est aussi affilié à la Fondation Nationale des Sciences Politiques.
Les chercheurs et doctorants sont répartis sur cinq sites géographiques : les deux principaux sont Science Po Grenoble (campus) et la Cité des territoires (Vigny Musset), les sites secondaires sont la Maison des sciences de l'Homme-Alpes (campus), l’Institut polytechnique de Grenoble et le Cermosem, en Ardèche.

### Missions
La mission du laboratoire est la recherche et la formation à la recherche dans différentes sciences sociales : sociologie, sciences politiques, géographie, urbanisme, droit, histoire, sciences économiques, philosophie etc. Il a vocation à réunir des moyens financiers, matériels et personnels pour la réalisation d’un programme de recherche scientifique dans le cadre des missions statutaires du CNRS. Il produit des savoirs scientifiques (articles dans des revues, ouvrages) et assure leur dissémination (séminaires, colloques, etc), leur valorisation (transferts de connaissances et de compétences vers les partenaires socio-économiques) et leur vulgarisation (auprès du grand public).
Le laboratoire place l’interdisciplinarité au cœur de ses pratiques, par le partage et la confrontation des méthodes, des épistémologies, et des terrains communs.

### Recherche
Le laboratoire se développe autour de cinq équipes de recherche :
- Environnements (Adaptation des sociétés et des territoires - Gouvernance de la transition et de l’innovation)
- Justice sociale (Pensée critique et approche par les marges - Vulnérabilités, subalternités, capacités - Frontières, migrations, exils, inégalités, territorialités)[Note 1]
- Gouvernance (Organisations et gouvernance internationales - Action publique et européanisation - Comportements politiques et vie démocratique - Dynamiques des opinions et des valeurs)
- Régulations (Marchés et Organisations Productives - Écologies culturelles et médiatiques - Action publique - Savoirs, Connaissance et Société)
- Villes & Territoires (Transitions et dynamiques territoriales et urbaines)

### Publications
Le laboratoire dispose d'une collection sur le dépôt Archives ouvertes pluridisciplinaire HAL :
- Articles
- Thèses
- Ouvrages
- Chapitres

Ensemble des publications du laboratoire Pacte.